# Andreas Pauli von Liliencron

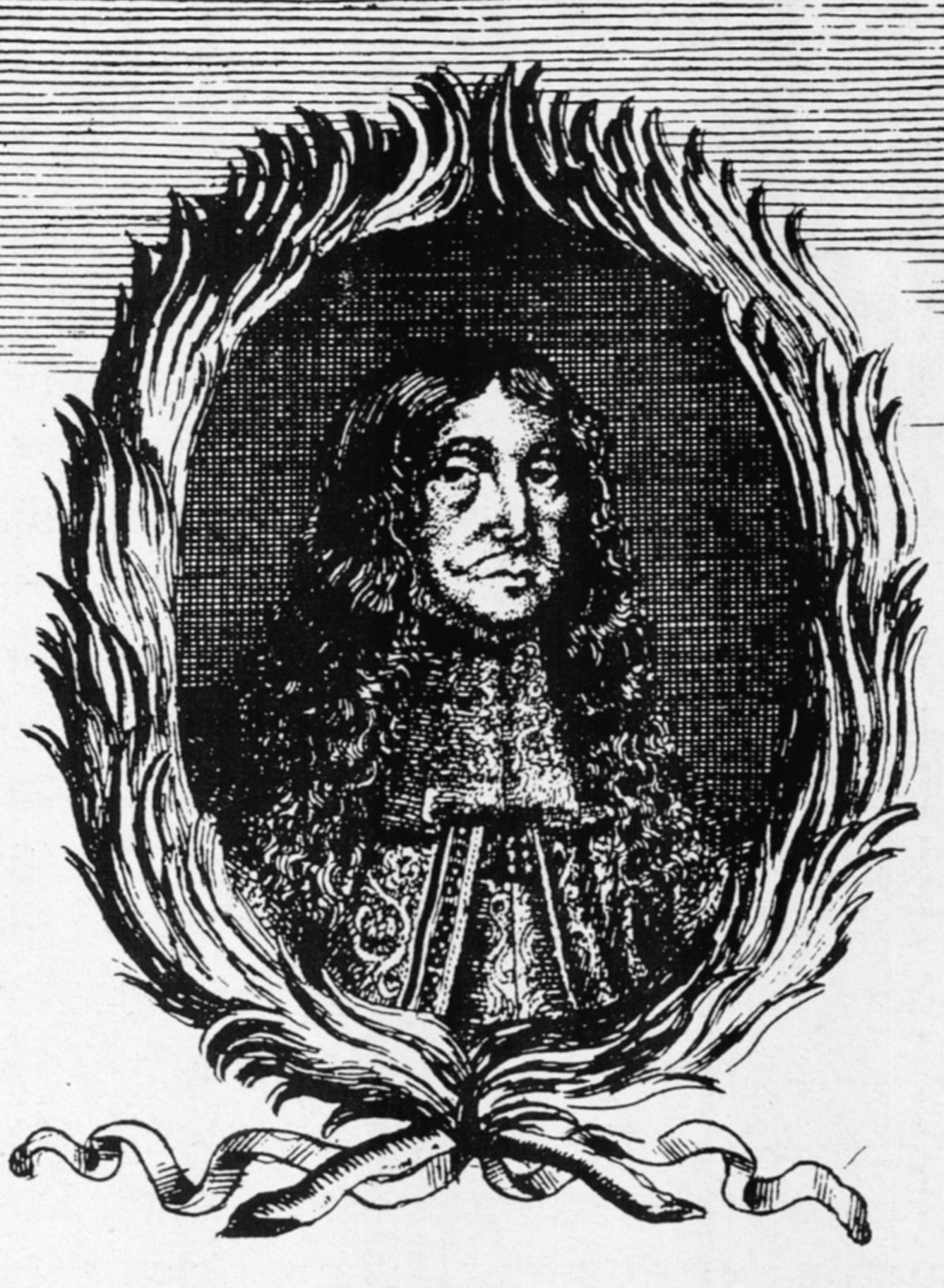
Andreas Pauli von Liliencron (1630–1700)

Andreas Paul(i) von Liliencron (* 4. Februar 1630 in Bredstedt; † 22. August 1700 in Hamburg) war ein deutsch-dänischer Geheimrat, Träger des Dannebrogordens und Landdrost der Herrschaft Pinneberg. Er ist der Stammvater des Adelsgeschlechts „von Liliencron“.

## Leben
Seine Eltern waren der wohlhabende Kaufmann Paul Martens und dessen Ehefrau Margarete geb. Breckling, Tochter des Pastors Andreas Breckling in Treia bei Flensburg. Er wurde zunächst von einem Hauslehrer unterrichtet und besuchte anschließend eine Schule in Flensburg, die er später in seinem Testament bedachte. Danach besuchte er die städtische Schule in Hamburg und wurde 1646 ins Gymnasium aufgenommen. Wegen seiner Neigung für Mathematik und Staatswissenschaften auf dem Gymnasium erregte er besonderes Aufsehen, ebenso durch seine außergewöhnlichen lateinischen Vorträge. Nach dreijährigem Besuch des Gymnasiums ging er 1649 zur Universität Rostock und studierte dort Rechtswissenschaft und Geschichte. Nach dem abgeschlossenen akademischen Triennium besuchte er die Universität Leiden. Hier trat er öffentlich als Redner und als Verfasser verschiedener Schriften auf dem Gebiete der Staats- und Rechtswissenschaft auf und bestand mehrere Disputationen mit anerkannter Geistesüberlegenheit. Im Herbst 1652 verließ er die Universität Leiden und trat eine Reise ins Ausland an, die ihn nach Frankreich, Spanien, der Schweiz und Italien führte.
Am 2. Mai 1654 wurde er von Kaiser Ferdinand III. in den „adligen Ritterstand des heiligen römischen Reiches“ erhoben und ihm der Name „von Lilien-Crone“ gegeben. Der nunmehrige adlige Reichsritter schrieb sich nur noch Andreas Pauli von Liliencron.
Anschließend begab sich von Liliencron nach Kopenhagen und arbeitete zunächst in der Kanzlei des Königs Friedrichs III. und war für die auswärtigen Angelegenheiten zuständig, dabei stieg er schnell auf. Schon 1657 wurde er zum Generalauditeur für Fünen ernannt. Nach dem Frieden von Roskilde bat er 1658 um seine Entlassung aus dem dänischen Staatsdienst, um in gleicher Eigenschaft als Generalauditeur in schwedische Dienste zu treten.
Nach einiger Zeit sah von Liliencron keinen Grund mehr den Schweden zu dienen. 1662 trat er, vermutlich auf Veranlassen seines ihm seit langem wohl gewogenen Königs Friedrich III., wieder als Generalauditeur in den dänischen Staatsdienst ein. Die erste größere Aufgabe, die dem für Dänemark zurückgewonnenen von Liliencron zufiel, war die Huldigungsgesandtschaft nach Wien. Der König schickte ihn als seinen „bevöllmächtigten Residenten“ an die Wiener Hofburg, um durch ihn um die Belehnung für seine holsteinischen Lehenslande nachzusuchen und ihn auf dem Reichstag von Regensburg und am kaiserlichen Hofe zu Wien zu vertreten. Dieser Aufgabe erledigte er zur vollsten Zufriedenheit, so dass er und seine Nachkommenschaft unter Beibehaltung seines Namens am 4. Dezember 1665 in den dänischen Adelsstand erhoben wurden. Seitdem gehörte von Liliencron zur engsten Umgebung des Königs und war dessen Ratgeber, der als Staatsmann wichtige Geschäfte seines königlichen Herrn zu Ende führte.
Am 19. Februar 1670 starb plötzlich sein Gönner Friedrich III. Zum ersten Mal wurde der dänische Thron nicht durch Wahl, sondern Kraft des Erbrechts nach dem Königsgesetz besetzt durch Friedrichs Sohn Christian V. Im Frühjahr 1672 begab von Liliencron sich im Auftrag von Christian V. wieder nach Wien, um das Interesse seines Königs am Kaiserhofe wahrzunehmen. Dieser Aufgabe erledigte er wieder zur vollsten Zufriedenheit und so wurde er am 5. Juni 1673 „in den Reichsfreiherrenstand“ erhoben. 1674 ernannte König Christian V. ihn zum Landdrosten der Herrschaft Pinneberg und zum ältesten Rate der deutschen Kanzlei in Kopenhagen. Im Jahre 1679 erfolgte seine Ernennung zum Kanzler in den Herzogtümern und 1680 zum Landrat.
Am 24. Juli 1680 heiratete er Elisabeth van de Wiele (1658–1728), die einzige Tochter des dänischen Residenten in Hamburg, François Louis van de Wiele, Herrn auf Mariager. Seine Frau brachte als einzige Erbin ihres Vaters Albert Baltzer Berns das Gut Mariager Kloster in die Ehe. Er selbst erwarb die Güter Stoßhammer, Hütten, Wulfshagen, und Blumendorf. Damit gehörte die Familie nun zum grundbesitzenden schleswig-holsteinischen Adel. Aus dieser Ehe gingen die vier Kinder, Marie Antoinette (1687–1731), Paul Albert Balthasar (1692–1765), Carl Constantin (1697–1728) und Christian Frederik († 1731) hervor.
1683 wurde von Liliencron zum Geheimrat ernannt und gab den Posten als Landdrost der Herrschaft Pinneberg auf. Dafür wurde er 1684 zum Amtmann des
Amtes Segeberg und am 5. Mai desselben Jahres zum weißen Ritter vom Dannebrog ernannt. In Glückstadt, wurde er 1699 zum wirklichen Geheimen Rat und Mitglied des Konseils, der damals höchsten Würde in Dänemark, erhoben.
Am 31. Juli 1700 erkrankte er an Typhus, woran er am 22. August desselben Jahres verstarb. Seine sterblichen Überreste wurden am 16. November 1700 in dem von ihm in der Domkirche zu Hamburg errichteten Erbbegräbnis beigesetzt. Seine Ehefrau überlebte ihn um 28 Jahre und wurde dann an seiner Seite im Dom zu Hamburg bestattet.